# Longeville-lès-Metz
Longeville-lès-Metz és un municipi francès, situat al departament del Mosel·la i a la regió del Gran Est. L'any 2007 tenia 3.840 habitants.

## Demografia

### Població
El 2007 la població de fet de Longeville-lès-Metz era de 3.840 persones. Hi havia 1.812 famílies, de les quals 761 eren unipersonals (323 homes vivint sols i 438 dones vivint soles), 502 parelles sense fills, 386 parelles amb fills i 163 famílies monoparentals amb fills.
La població ha evolucionat segons el següent gràfic:
Habitants censats

### Habitatges
El 2007 hi havia 1.987 habitatges, 1.833 eren l'habitatge principal de la família, 18 eren segones residències i 137 estaven desocupats. 524 eren cases i 1.457 eren apartaments. Dels 1.833 habitatges principals, 896 estaven ocupats pels seus propietaris, 894 estaven llogats i ocupats pels llogaters i 42 estaven cedits a títol gratuït; 108 tenien una cambra, 256 en tenien dues, 504 en tenien tres, 352 en tenien quatre i 614 en tenien cinc o més. 1.170 habitatges disposaven pel capbaix d'una plaça de pàrquing. A 986 habitatges hi havia un automòbil i a 551 n'hi havia dos o més.

### Piràmide de població
La piràmide de població per edats i sexe el 2009 era:
| Homes | Edats   | Dones |
| ----- | ------- | ----- |
| 0     | 95 o +  | 12    |
| 4     | 90 a 94 | 20    |
| 24    | 85 a 89 | 80    |
| 16    | 80 a 84 | 44    |
| 64    | 75 a 79 | 120   |
| 84    | 70 a 74 | 128   |
| 104   | 65 a 69 | 88    |
| 72    | 60 a 64 | 92    |
| 100   | 55 a 59 | 112   |
| 112   | 50 a 54 | 144   |
| 152   | 45 a 49 | 148   |
| 132   | 40 a 44 | 152   |
| 156   | 35 a 39 | 148   |
| 120   | 30 a 34 | 184   |
| 160   | 25 a 29 | 116   |
| 144   | 20 a 24 | 204   |
| 132   | 15 a 19 | 120   |
| 136   | 10 a 14 | 104   |
| 96    | 5 a 9   | 72    |
| 88    | 0 a 4   | 60    |

## Economia
El 2007 la població en edat de treballar era de 2.635 persones, 1.946 eren actives i 689 eren inactives. De les 1.946 persones actives 1.723 estaven ocupades (876 homes i 847 dones) i 224 estaven aturades (112 homes i 112 dones). De les 689 persones inactives 157 estaven jubilades, 363 estaven estudiant i 169 estaven classificades com a «altres inactius».

### Ingressos
El 2009 a Longeville-lès-Metz hi havia 1.826 unitats fiscals que integraven 3.699,5 persones, la mediana anual d'ingressos fiscals per persona era de 20.279 €.

### Activitats econòmiques
Dels 301 establiments que hi havia el 2007, 4 eren d'empreses alimentàries, 6 d'empreses de fabricació d'altres productes industrials, 30 d'empreses de construcció, 51 d'empreses de comerç i reparació d'automòbils, 6 d'empreses de transport, 10 d'empreses d'hostatgeria i restauració, 6 d'empreses d'informació i comunicació, 28 d'empreses financeres, 33 d'empreses immobiliàries, 57 d'empreses de serveis, 47 d'entitats de l'administració pública i 23 d'empreses classificades com a «altres activitats de serveis».
Dels 64 establiments de servei als particulars que hi havia el 2009, 1 era una oficina de correu, 3 oficines bancàries, 1 funerària, 5 tallers de reparació d'automòbils i de material agrícola, 1 taller d'inspecció tècnica de vehicles, 1 establiment de lloguer de cotxes, 2 autoescoles, 6 paletes, 3 guixaires pintors, 3 fusteries, 8 lampisteries, 1 electricista, 2 empreses de construcció, 4 perruqueries, 3 veterinaris, 1 agència de treball temporal, 6 restaurants, 8 agències immobiliàries, 1 tintoreria i 4 salons de bellesa.
Dels 20 establiments comercials que hi havia el 2009, 1 era un hipermercat, 2 botiges de menys de 120 m², 5 fleques, 3 carnisseries, 1 una sabateria, 1 una botiga d'electrodomèstics, 4 botigues de material esportiu i 3 floristeries.

## Equipaments sanitaris i escolars
El 2009 hi havia 1 farmàcia i 1 ambulància.
El 2009 hi havia 2 escoles maternals i 2 escoles elementals.

## Poblacions més properes
El següent diagrama mostra les poblacions més properes.